# Beeldwit (mythisch wezen)

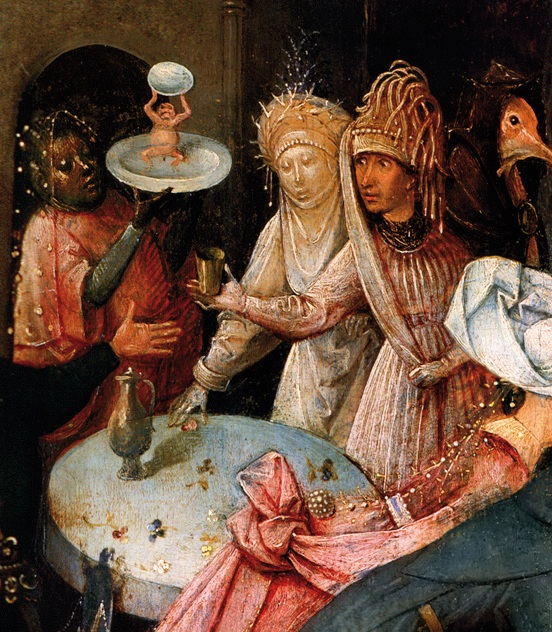
De vrouw in het wit met de hoed van gevlochten takken is een beeldwit. Antonius-drieluik van Jheronimus Bosch (1450-1516).

Beeldwit (Middelnederlands bellewite, Hoogduits bilwis) is een oude Nederlandse term voor een goedaardige vrouwelijke geest. Later werd de naam ook gebruikt voor heksen, elfen en andere vrouwelijke mythische wezens. De beeldwit is in de middeleeuwen in heel Duitstalig Europa bekend.
Leander Petzoldt legt een verband met Bil uit de Noorse mythologie. Hij beschrijft hoe de beeldwit verandert van een bovennatuurlijk wezen tot een heks in de 13e eeuw. Tijdens de heksenvervolgingen wordt de beeldwit gedemoniseerd tot een incarnatie van de duivel van de heks of tovenaar. In de 16e eeuw, vooral in noordoost Duitsland, wordt het wezen een goede korengeest. Er bestaat echter ook een duistere vorm, die de korenhalmen afsnijdt en zo zorgt voor vreemde figuren in het korenveld. Het wezen is dus polymorf.
In een verhaal uit Oud-Beijerland is een beeldwit iemand die 's nachts de ziel van de doden begraaft, na de lichamelijke begrafenis. In Meerkerk is een blinde belie bekend. In weer andere verhalen duidt een beeldwit een persoon aan die met de helm geboren wordt (soms moet de helm juist begraven worden, zodat deze niet als blinde belie gaat spoken), een weerwolf is en overlijdensgevallen kan voorzien. In Dordrecht en elders in het Nederlands taalgebied werd, althans aan het eind van de negentiende eeuw, een slaapwandelaar wel als een beeldwit aangeduid.
Een beeldwit wordt in Duitsland veelal aangeduid als een kobold of korengeest.

## Etymologie
Het woord zelf is samengesteld uit de Middelnederlandse woorden beelde of beelt dat vrouw of gedaante betekende en wit dat sloeg op de witte verschijning. Een andere verklaring voor de Duitse naam bilwis is dat deze afkomstig zou zijn van de term bilwit wat welwillend betekende en de gunstige oorsprong van de naam aangeeft.